# 鋪地黍新離子節蜱
鋪地黍新離子節蜱（学名：Neoleipothrix repenus）为節蜱科新離子節蜱屬下的一个种。